# Harrisville, Utah
Harrisville är en stad i Weber County i Utah. Vid 2010 års folkräkning hade Harrisville 5 567 invånare.